# Sylt Aquarium
Koordinaten: 54° 54′ 3,1″ N, 8° 17′ 52,2″ O
Das Sylt Aquarium im Süden der Stadt Westerland auf Sylt ist ein zoologischer Garten, der sich auf Fische aus der Nordsee sowie tropische Fische aus Korallenriffen spezialisiert hat. Das im Jahr 2004 eingeweihte Aquarium liegt unmittelbar am Dünengürtel und bezieht sein Frischwasser durch eine direkte Rohrleitung aus der Nordsee. Es bietet 25 Salzwasserbecken mit etwa 2000 Fischen. Es hat einen gläsernen Tunnel, durch den die Besucher unter einem Becken hindurchgehen können.